# Abarema zolleriana
Abarema zolleriana là một loài cây họ đậu thuộc chi Abarema trong họ Đậu.